# Courtrai
Courtrai (in neerlandese Kortrijk, in fiammingo Kortryk, in italiano storico Cortraco) è una città e comune belga di 75.000 abitanti, di lingua fiamminga, nella provincia delle Fiandre Occidentali, situata su diversi rami del fiume Lys. La città è capoluogo dell'omonimo circondario, che conta circa 280.000 abitanti.
La città si trova a nord-est della città francese di Lilla e a sud-ovest di Gand. Il territorio comunale comprende la città storica vera e propria e 6 città minori, annesse successivamente all'istituzione del comune: Aalbeke, Bellegem, Bissegem, Heule, Marke e Kooigem. È sede delle istituzioni universitarie KULAK, KATHO e HOWEST.
La città è importante crocevia degli assi autostradali europei E17 (Copenaghen-Anvers-Gand-Courtrai-Lilla-Paris) ed E403 (Bruges-Courtrai-Tournai).

## Geografia
Courtrai è situata nel Belgio occidentale, nel sud della provincia delle Fiandre Occidentali, a breve distanza dal confine francese. La città è situata lungo le rive del fiume Lys, 93 km ad ovest di Bruxelles, 48 km a sud-ovest di Gand e 30 km a nord-est di Lilla.

## Storia
Sono state trovate scarse tracce di attività umane antecedenti il periodo gallo-romano. Le prime fortificazioni furono realizzate dopo la vittoria sui Menapi da parte di Giulio Cesare nel I secolo a.C. L'insediamento inizialmente era noto come Cortoriacum.
I Franchi subentrarono ai Romani nella regione attorno al IV secolo e la amministrarono con il nome di Pagus Flandrensis. Le incursioni normanne del IX secolo indussero Baldovino I, conte delle Fiandre a rinforzare le fortificazioni preesistenti per ristabilire le rotte commerciali marittime. 
Courtrai ottenne lo statuto cittadino nel 1190; la popolazione iniziò ad aumentare e furono realizzate nuove mura e canali. Nel Medioevo la città prosperò grazie all'industria tessile, ma subì anche gli effetti del conflitto tra la Francia e il Conte delle Fiandre. Il 18 maggio 1302, a seguito della rivolta anti-francese esplosa a Bruges qualche giorno prima, tutti gli abitanti francofoni di Courtrai vennero massacrati.

### La battaglia di Courtrai
La battaglia degli speroni d'oro ("Guldensporenslag"), svoltasi l'11 luglio 1302 sulla piana di Groninga nei pressi di Cortraco, oppose il Re di Francia alle milizie delle città fiamminghe insorte contro il dominio della Francia di Filippo IV di Francia. Per i comuni fiamminghi la vittoria ottenuta ebbe risvolti politici solo parziali, Filippo IV riuscì infatti ugualmente a mantenere il dominio della zona francofona delle Fiandre.
Tra il XVI e il XVII secolo la città si trovò coinvolta nella Guerra degli ottant'anni tra i francesi da una parte e spagnoli dall'altra. Successivamente fu anche sotto dominio dell'Impero austriaco. 
Dopo l'occupazione napoleonica arrivò l'industrializzazione, specialmente nel settore tessile, che fece di questa città una delle capitali della produzione del lino. Il 21 luglio 1944 Courtrai, che era diventata un fondamentale snodo ferroviario per la Germania nazista, venne pesantemente bombardata dall'aviazione alleata.

## Suddivisioni
| Distretti del comune di Courtrai | Il comune di Courtrai è costituito dai seguenti distretti: - Il centro storico di Courtrai (I) - Heule (II) - Bissegem (III) - Marke (IV) - Aalbeke (V) - Rollegem (VI) - Bellegem (VII) - Kooigem (VIII) |

## Monumenti e luoghi d'interesse

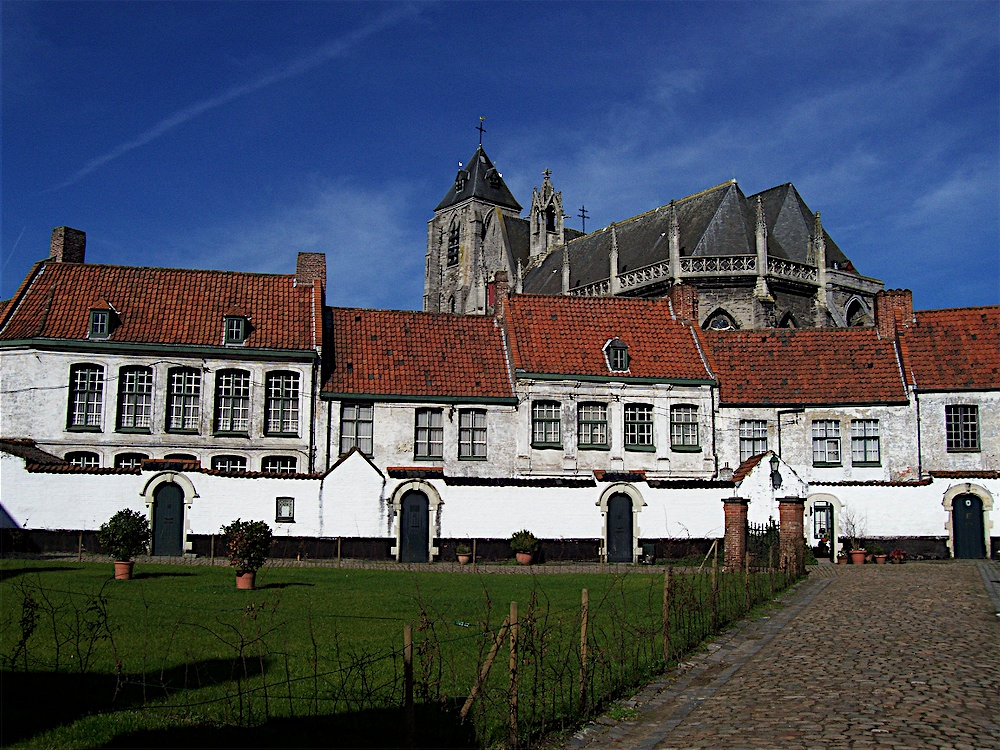
Beghinaggi

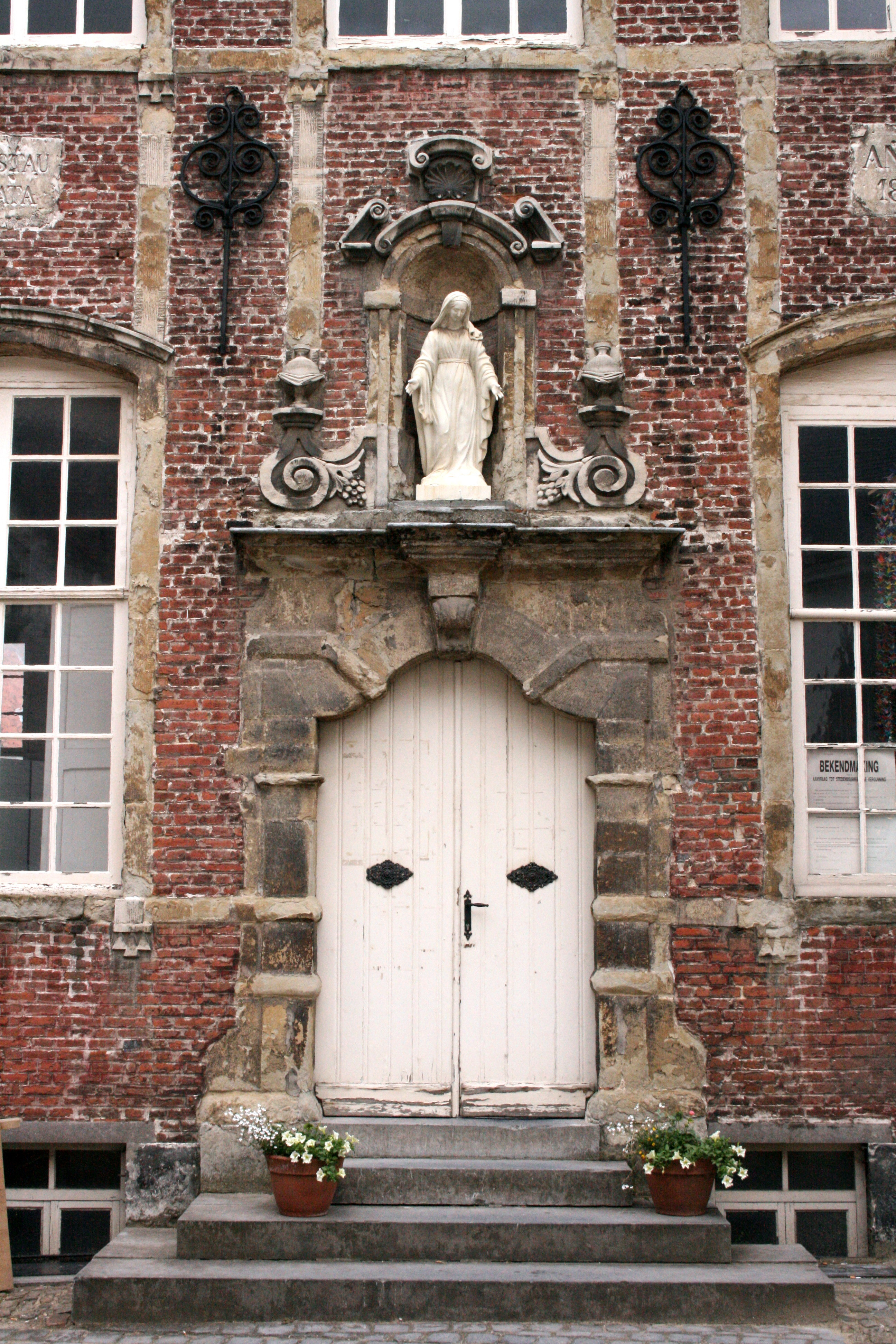
Beghinaggio

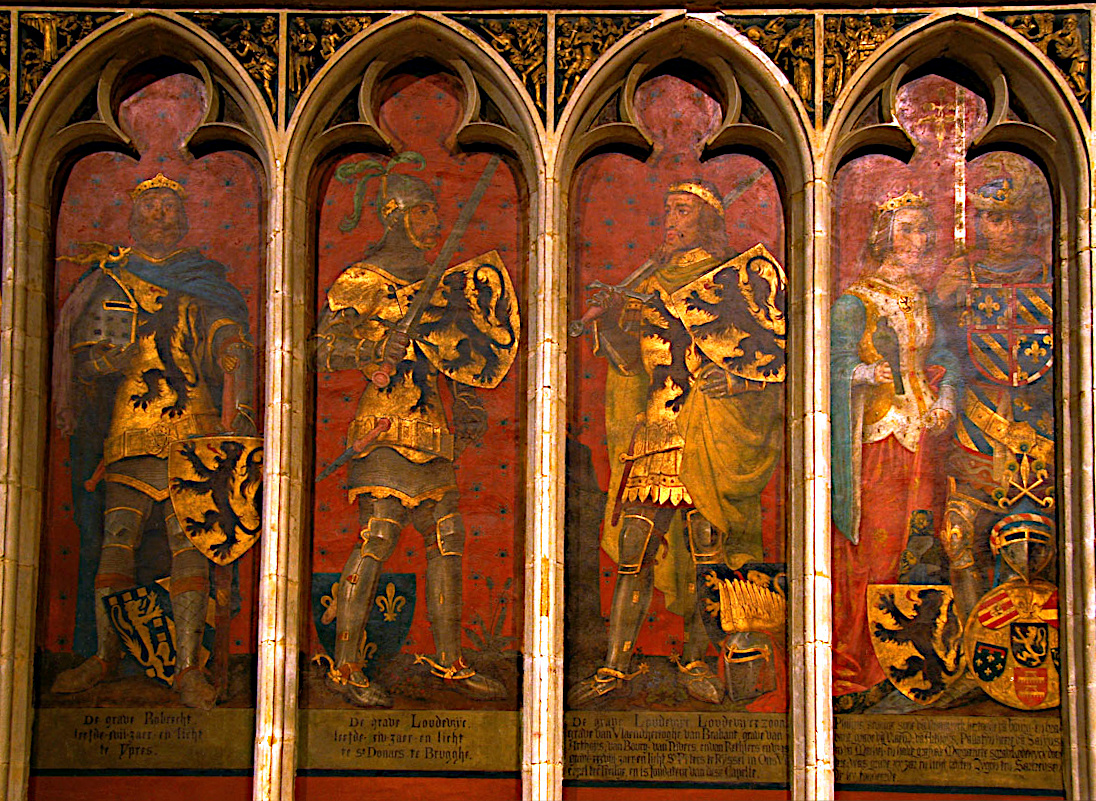
Cappella di Conti

### Architetture religiose
- Beghinaggi fiamminghi (1238), Patrimonio dell'umanità dell'UNESCO. Serie di piccoli edifici usati da beghine e begardi
- Chiesa di San Martino (1300).
- Chiesa di Nostra Signora (Onze-Lieve-Vrouwekerk).
- Cappella dei Conti delle Fiandre (Gravenkapel), Mausoleo del Conte Luigi II di Fiandra.
- Chiesa San Michele
- Chiesa di Giovanni Battista
- Abbazia Groeninge (Groeningeabdij)
- Cappella di San Nicola
- Chiesa di San Eligio
- Chiesa di San Rocco
- Chiesa di Sant'Elisabetta
- Chiesa Sant'Antonio o Toontjes kerk
- Pellegrinaggio di Isidoro di San Giuseppe
- Chiesa di San Damiano, dedicata a Damiano de Veuster

### Architetture civili
- Municipio gotico (historisch stadhuis).
- Campanile (Belfort), Patrimonio dell'umanità dell'UNESCO
- Torri di Broel
- Torre del Artillería (Artillerietoren).
- Monte di Pietà di Courtrai.
- Kortrijkse Stadswaag
- Ospedale Nostra Signora (Onze-Lieve-Vrouwehospitaal) (1200-1204).
- Baggaertshof, una serie di piccoli edifici e Orto botanico
- Groeningekouter, Arco trionfale di Groeninghe; (Battaglia degli speroni d'oro)
- Palazzi Roeland e Ghellinck (1698)
- Teatro Stadsschouwburg
- Palazzo di giustizia
- Casino (1844)
- Fontana del Delfino ed il bambino, di Koos van der Kaay (XX secolo)

## Cultura

### Istruzione

#### Università
Courtrai ha tre università: la KULAK (Katholieke Universiteit Leuven Campus Kortrijk), sezione della Katholieke Universiteit Leuven, la KATHO (Katholieke Hogeschool Zuid-West-Vlaanderen) e la HOWEST.

#### Musei
- Museo di Courtrai.
- Museo di Belle Arti (Broelmuseo)
- Museo Groeninge (Abbazia Groeninge)
- Museo dei Beghinaggi
- Museo del Cinema
- Museo dell'Agricoltura
- Museo del Lino

## Antica denominazione
In desueto italiano il nome era Cortraco.

## Infrastrutture e trasporti

### Strade
Courtrai è un importante snodo stradale in quanto situato all'intersezione delle autostrade A14 Anversa-Tourcoing, A17 Bruges-Tournai e A19 per Ypres.

### Ferrovie
La stazione di Courtrai è situata lungo la linea 50 Gand-Mouscron ed è capolinea delle linee 66 per Bruges e 69 per Poperinge. Da Courtrai è possibile raggiungere, attraverso un collegamento ferroviario diretto, la vicina città francese di Lille. 

## Amministrazione

### Gemellaggi
- Frascati
- Bad Godesberg
- Royal Borough of Windsor and Maidenhead
- Saint-Cloud
- Tashkent

## Sport

### Calcio
La squadra principale della città è il Koninklijke Voetbalclub Kortrijk.

## Galleria d'immagini

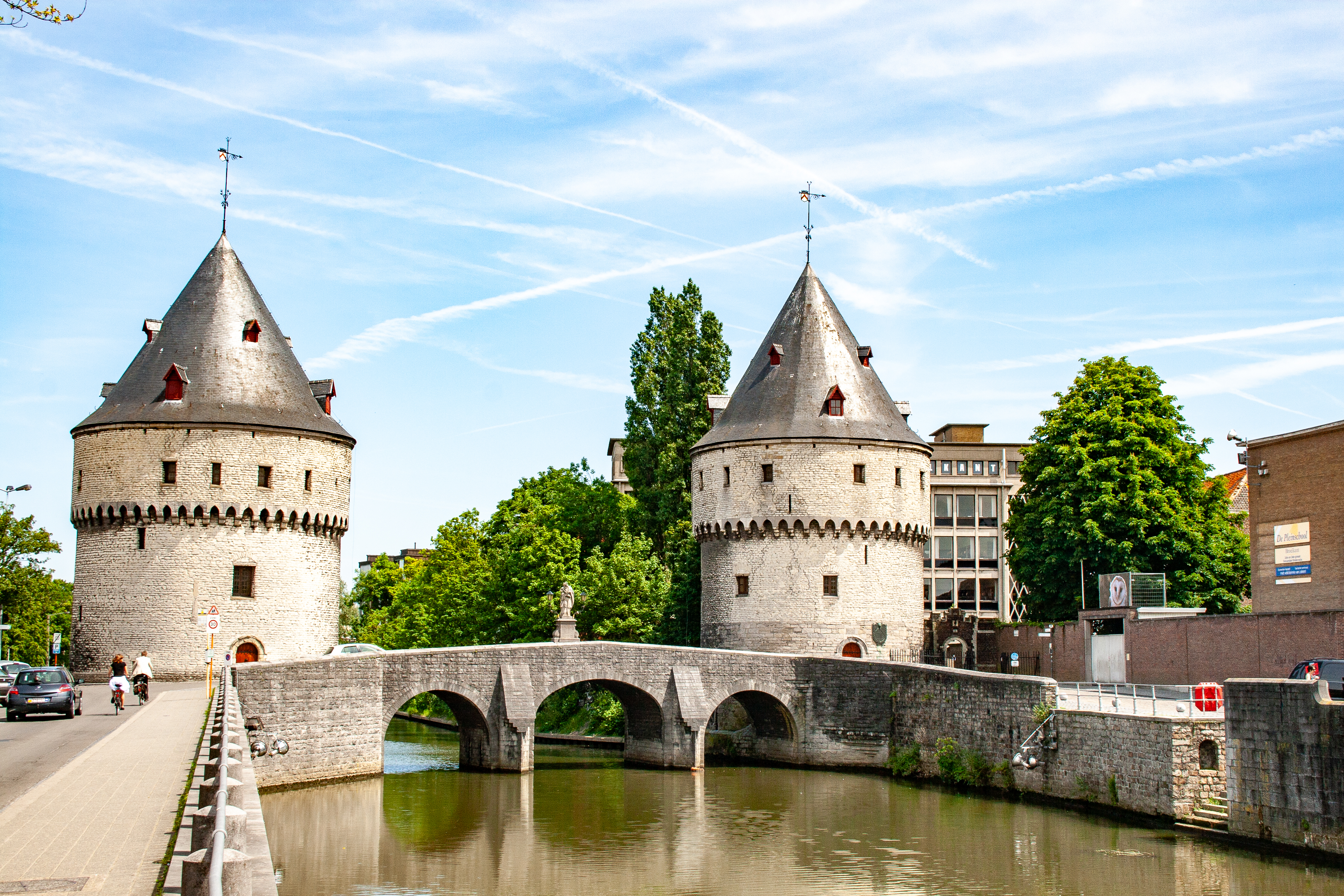
Torri di Broel
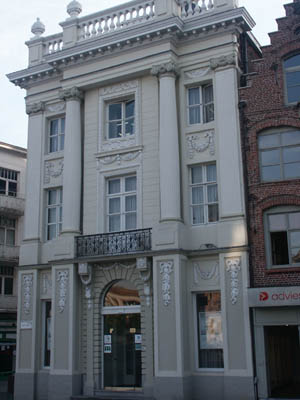
Palazzo Le Roeland
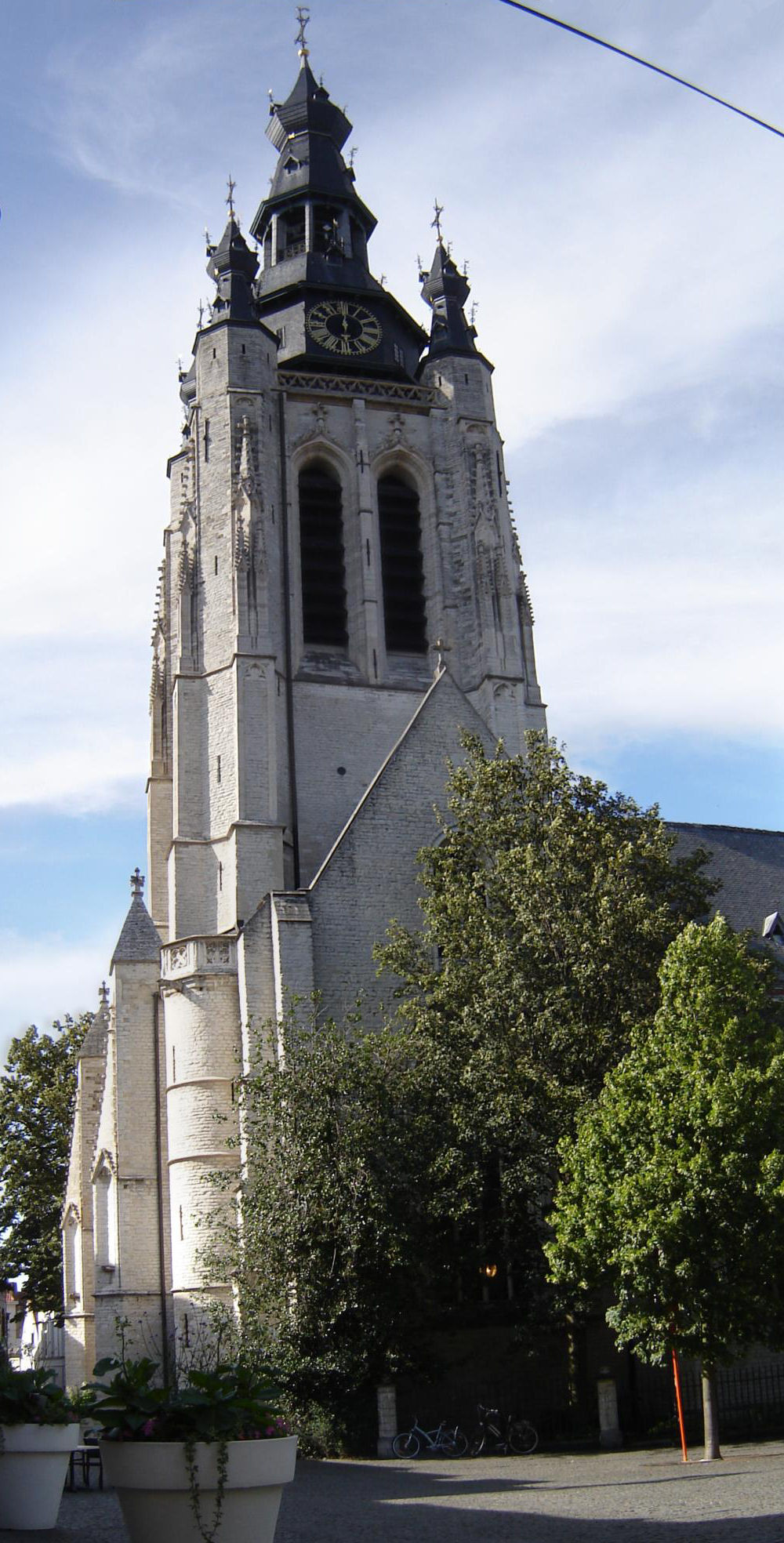
la torre di San Martino
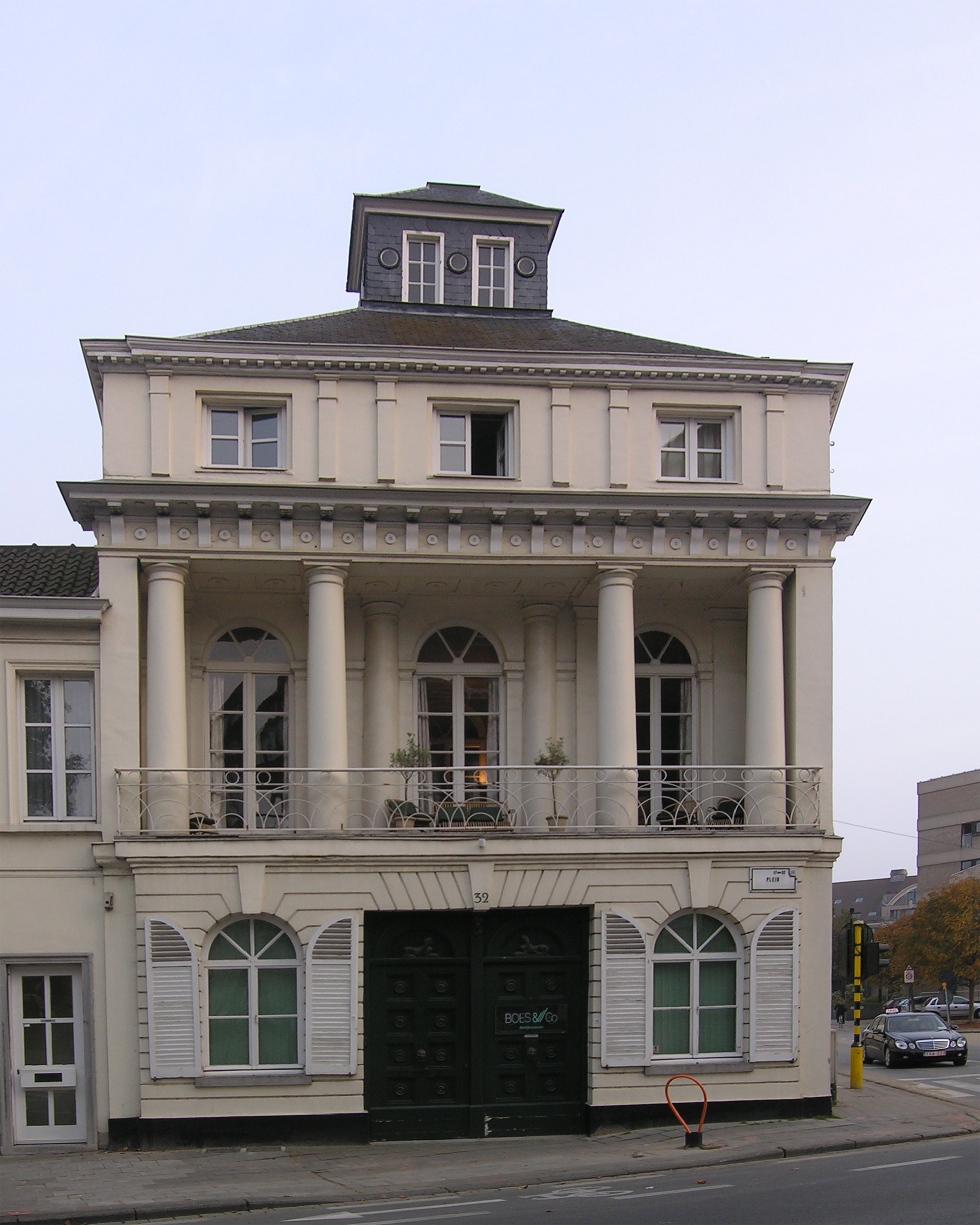
Courtrai vecchia
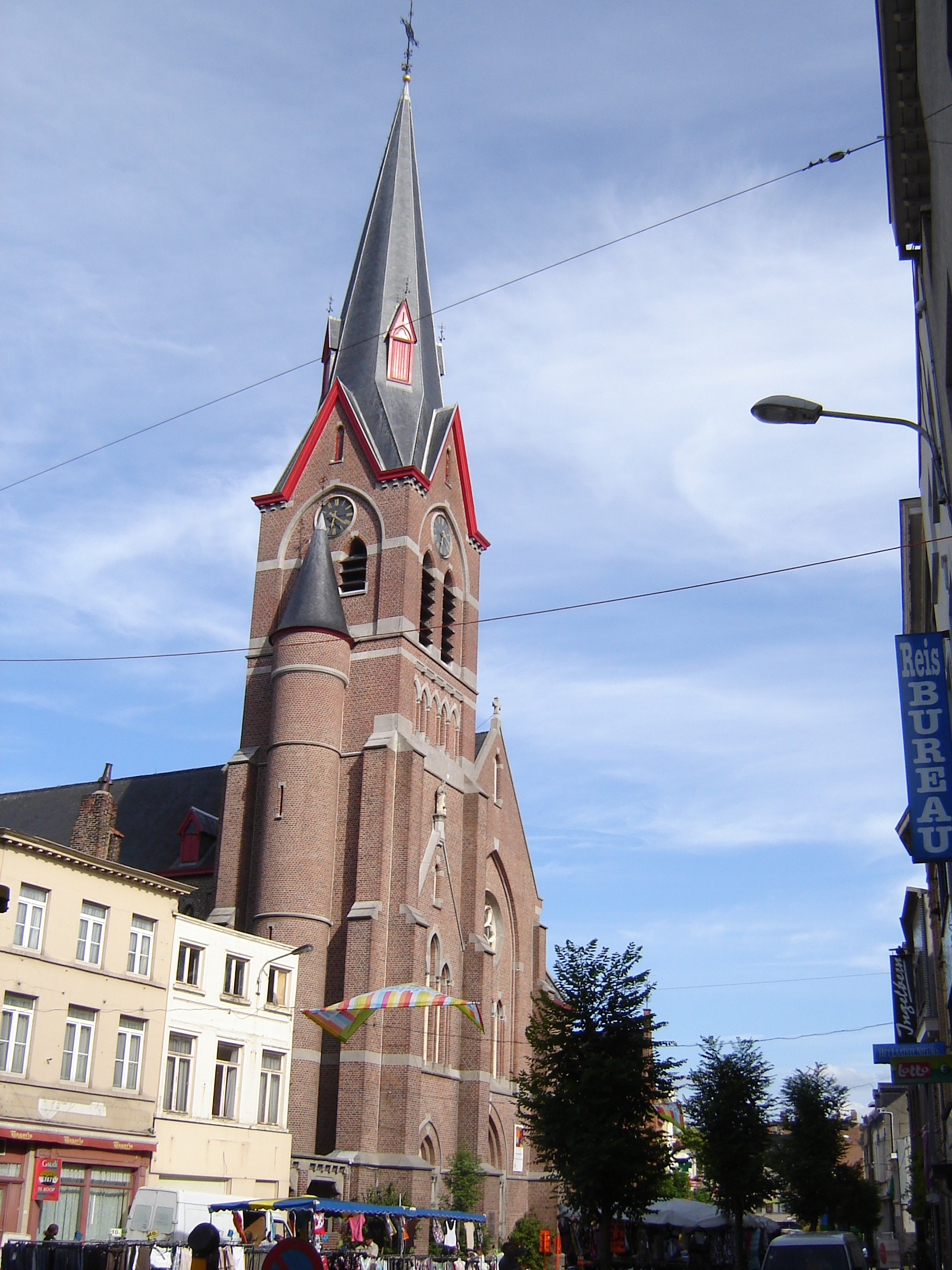
Chiesa di Sant'Eligio
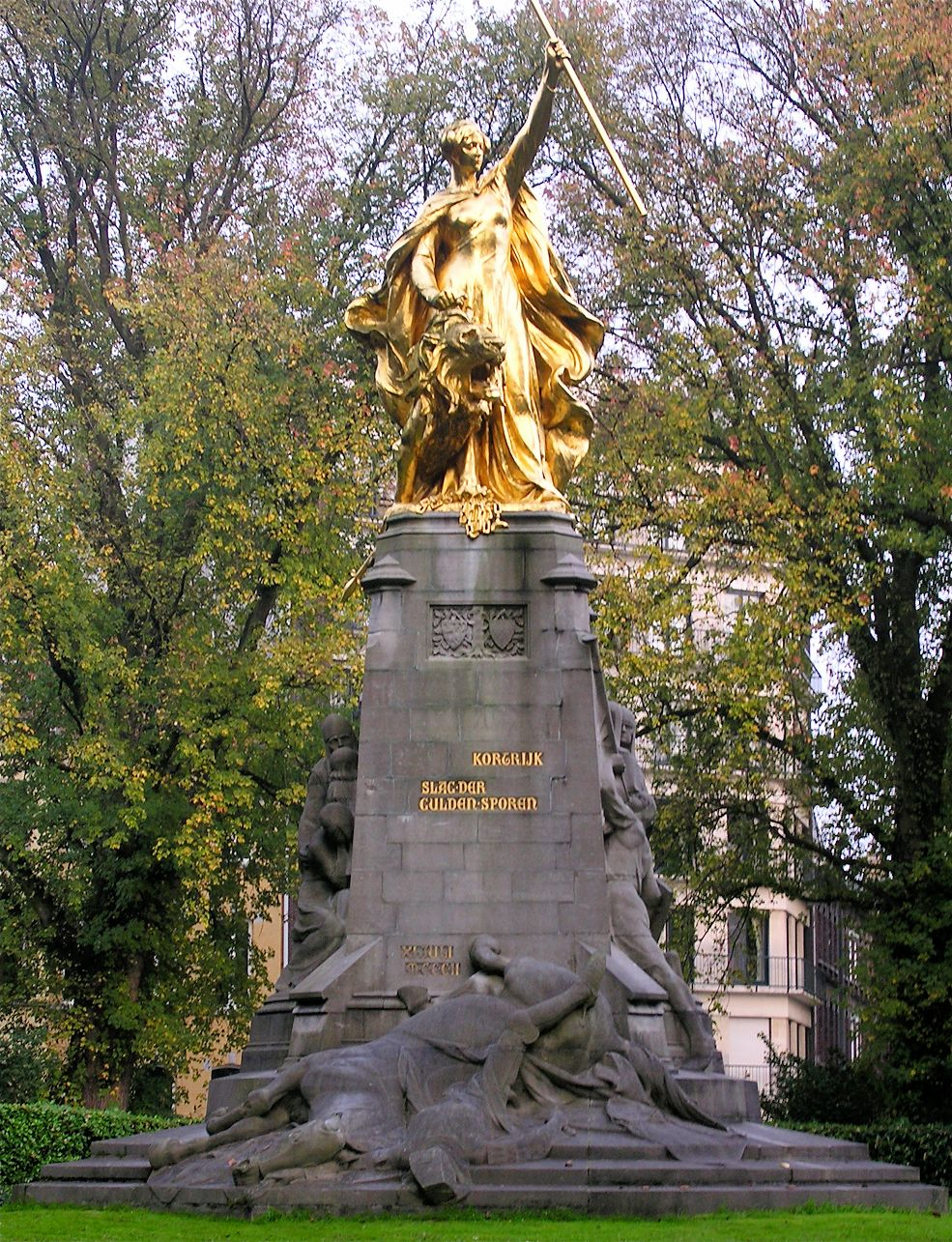
Monumento di Groninga
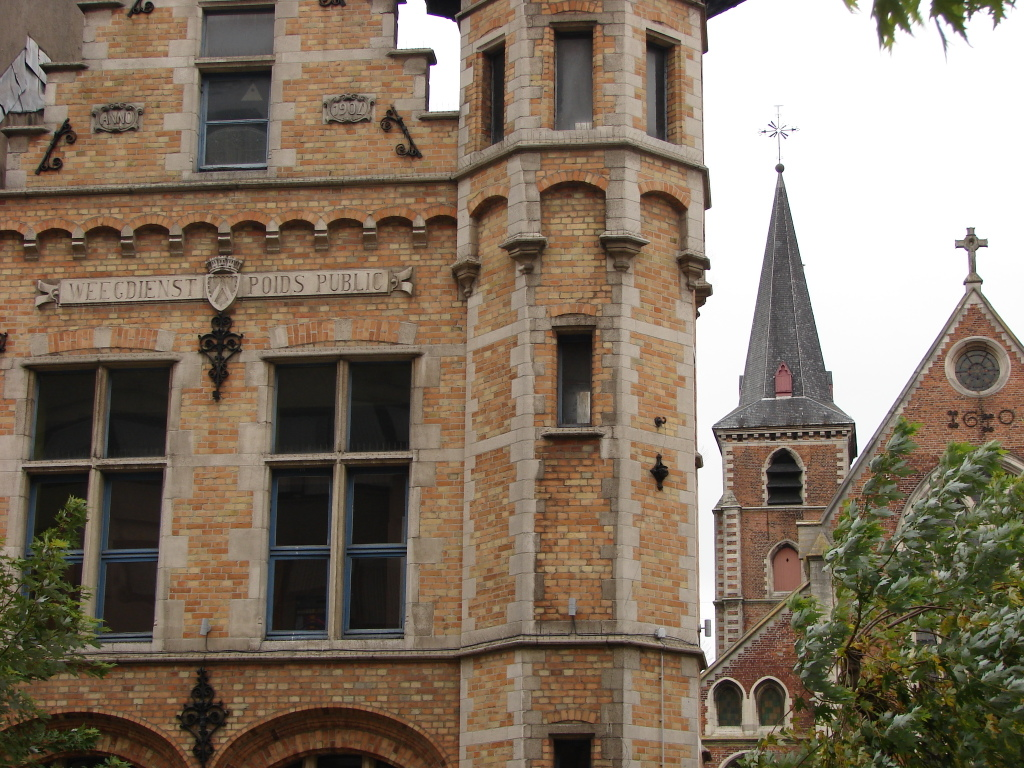
Chiesa di San Michele
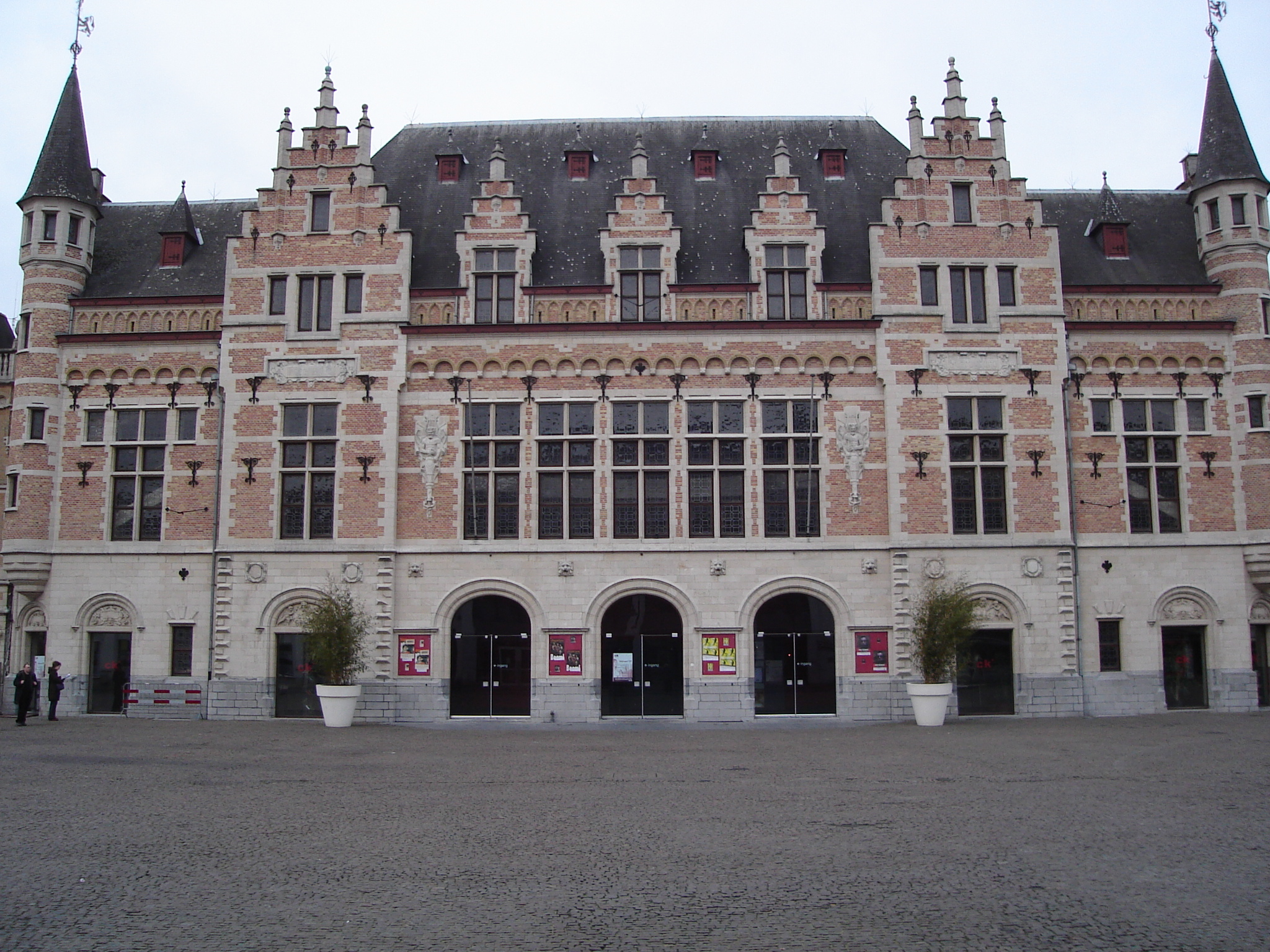
Teatro